# Ámbar de Chiapas

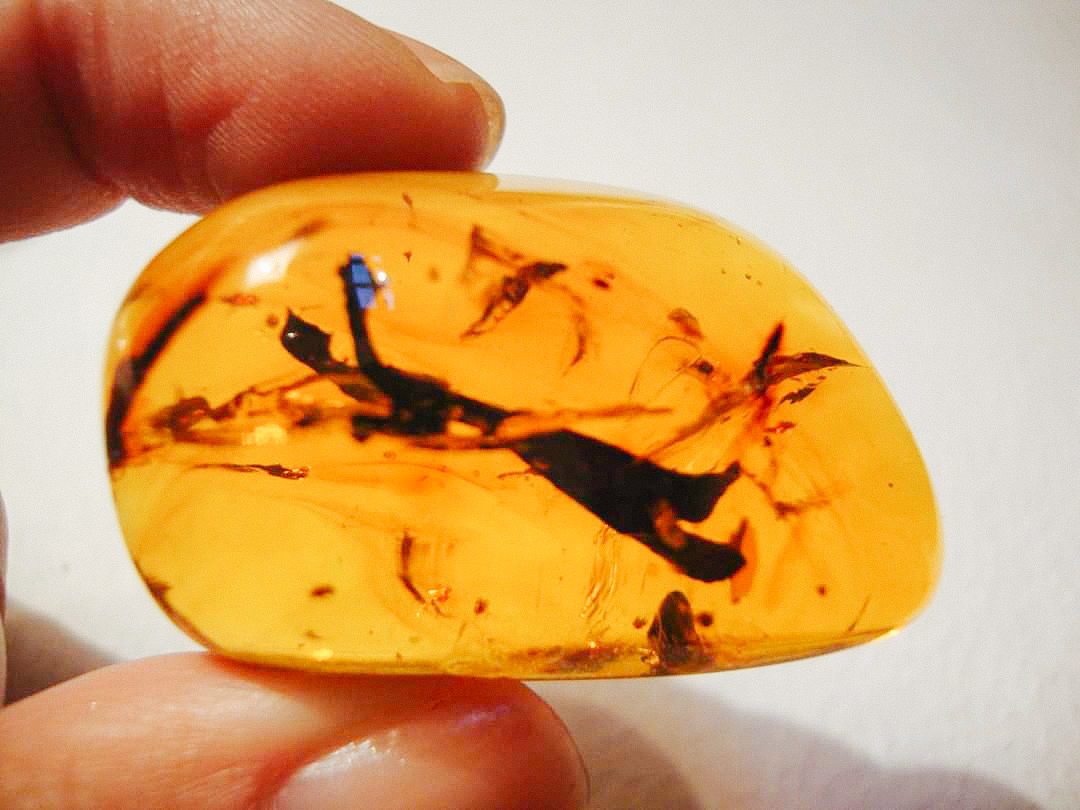
Gota de ámbar procedente de Simojovel, Chiapas.

El ámbar de Chiapas es una denominación de origen mexicana del estado Chiapas, al sur del país. El ámbar es una piedra semipreciosa de origen vegetal. El de Chiapas procede de una planta leguminosa del género Hymenaea, llamada localmente guapinol, y se talla para fabricar amuletos, joyas, rosarios y otros artículos en las tierras altas de este estado mexicano, ya desde tiempos prehispánicos.
El ámbar de Chiapas es una de las tres artesanías que cuentan con denominación en México, junto con la talavera de Puebla y el olinalá de Guerrero. 
En la actualidad (2019), 4 500 familias se benefician directa o indirectamente de la producción de ámbar. Existen alrededor de 500 minas de ámbar en Chiapas, cuyos mineros son en su mayoría hombres indígenas tzotzil (o tsotsil), tzeltal y zoque. En tiempos recientes, el valor de esta piedra se ha revalorizado enormemente, siendo su principal comprador el mercado chino. La explotación de este recurso ha suscitado diversas críticas, como la falta de control, el tráfico ilegal y la sobreexplotación tanto de minas como de mineros (ir a la sección).

## Denominación de origen
El 15 de noviembre de 2000, el gobierno mexicano otorga la denominación de origen Ámbar de Chiapas, vinculándola a la región geográfica comprendida por la totalidad del estado de Chiapas.
Para complementar tal declaratoria, el 25 de agosto de 2003 se publicó en el Diario Oficial de la Federación la Norma Oficial Mexicana NOM-152-SCFI-2003, que establece las especificaciones que debe cumplir el Ámbar de Chiapas durante su extracción y elaboración.
A nivel internacional, el gobierno mexicano registró la denominación de origen ante la Organización Mundial de la Propiedad Intelectual, conforme al Sistema de Lisboa, en octubre de 2001, para la región del estado de Chiapas.

## Historia

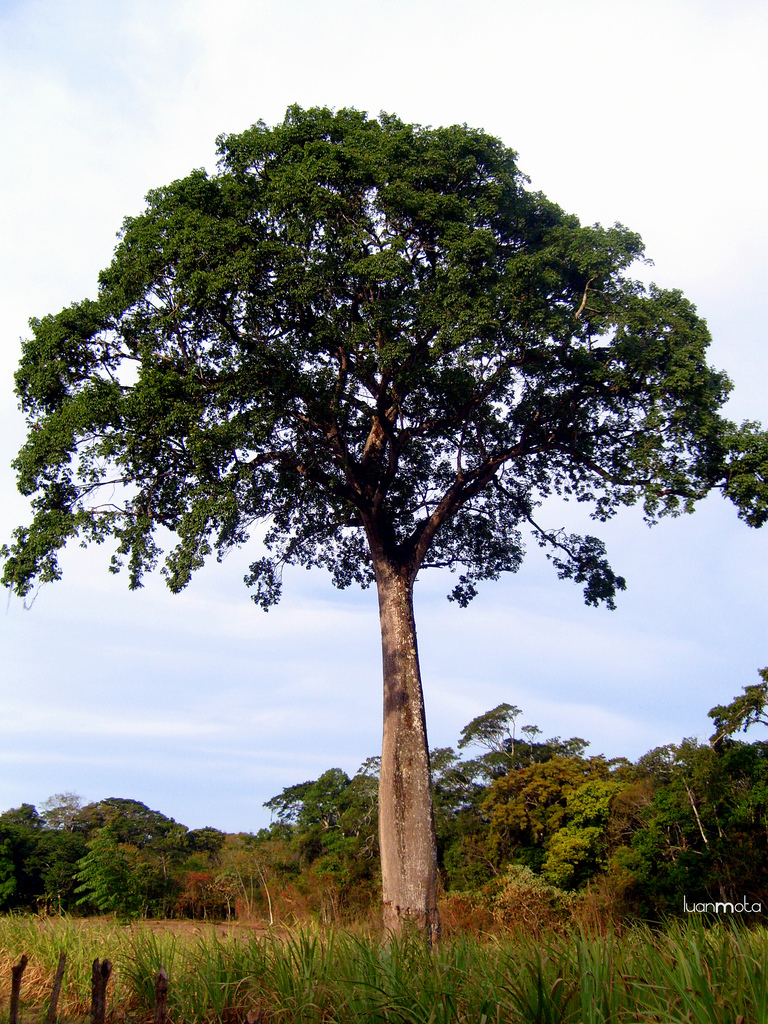
Guapinol (Hymenaea courbaril) adulto.

### Origen biológico del ámbar
Las piedras de ámbar de Chiapas muestran una edad perteneciente al Mioceno temprano a medio (ca. 23-15 Ma)  Proviene de árboles del género Hymenaea, una planta leguminosa. Se suele decir que surge del actual guapinol o cuapinol (en algunas fuentes «guapiñol»; Hymenaea courbaril), sin embargo, esta especie no existía en aquella época, por lo que estamos hablando de una especie emparentada antecesora, que presenta características muy similares. El guapinol también se caracteriza por una fuerte secreción de resina, tanto en tronco como en raíces, y es típico de las zonas húmedas de la selva alta subcaducifolia.
En aquella época, las tierras altas de Chiapas fueron un estero de pocos metros sobre el nivel del mar (m s. n. m.), con un ecosistema de manglares y se encontraba muy cercano a la costa. Durante el Cretácico esta área registró una fuerte actividad volcánica, lo que hizo que se elevase hasta los 550 m s. n. m. que tiene en promedio actualmente. Fruto de ese volcanismo, la región sufrió incendios frecuentes que, a su vez, favorecieron la secreción de resina en los árboles (como medio de autorregular su temperatura y defenderse de las llamas). La presencia de carbón dentro y alrededor de los yacimientos de ámbar ponen en evidencia los numerosos incendios que sufrió el área. Si se observa el proceso de estratificación, las capas de arena se alternan con el ámbar, que sugiere el papel clave que desempeñó el vaivén de las mareas en cuanto al aporte de sedimentos.

### Época prehispánica
En la época prehispánica, fueron los zinacantecas (tsotsil) quienes descubrieron y explotaron las minas. Los comerciantes mexicas venían a Chiapas en busca del ámbar. Se elaboraba con ella brazaletes, pendientes, pectorales, anillos... el ámbar era muy apreciado y se reservaba para la clase alta: guerreros, sacerdotes, reyes... Otras gemas comunes eran la obsidiana, el jade, la turquesa, conchas y caracolas. La pieza trabajada más antigua de ámbar procede de un sitio arqueológico olmeca llamado La Venta y está fechada hacía el 700 a. C., sin embargo, la mayoría de las piezas de ámbar encontradas proceden del periodo posclásico (900-1521 d. C.), además de que se encuentran por toda Mesoamérica, desde el centro de México y la península de Yucatán al norte, hasta Quauhtemallan al sur, indicando que durante esta época se explotaba, comerciaba y tallaba el ámbar en Chiapas.
En Historia general de las cosas de Nueva España (escrito entre 1540 y 1585; también llamado Códice Florentino), fray Bernardino de Sahagún escribió:

El ámbar desta tierra se llama apozonalli. Dícese desta manera porque el ámbar desta tierra o estas ansí llamadas son semejantes a las campanillas o enpollas del agua cuando las da el Sol en saliendo, que parece que son amarillas claras, como oro. Estas piedras hállanse en mineros en las montañas. Hay tres maneras destas piedras: la de una manera dellas se llama ámbar amarillo. Estas parecen que tienen dentro de sí una centella de fuego. Son muy hermosas. La segunda manera se llama quetzalapozonalli. Dícese desta manera porque son amarillas, con una mezcla verde claro. La tercera se llama iztacapozonalli. Dícese así porque son amarillas blanquecinas. No son transparentes ni son muy preciosas.
Historia general de las cosas de Nueva España (s. XVI) Bernardino de Sahagún

En este códice y otros tantos textos de la época, se muestra el glifo nahua para el ámbar: una forma circular de la que nace una ola de agua con caracolas (véase imagen).

### Época colonial
Durante la cristianización de Chiapas, la extracción de ámbar se integra por completo al culto cristiano, tanto en un sentido formal (se elaboran rosarios, relicarios...) como espiritual, identificando al ámbar como amuleto protector de los nuevos cristianos. Fray Francisco Ximénez habla sobre el ámbar de Chiapas en su Historia Natural del Reino de Guatemala de 1722:

Esta que entre españoles se llama reuma la hay en la América. Es mineral, de adonde se saca, o cantera. Y la hay en aqueste Reyno de Guatemala en la Provincia de Chiapa en un pueblo llamado Totolapa, y entiendo que la hay en Chiapa de Indios. Lábrase muy bien por aquellos indios, de que hacen rosarios, y ymagines [imágenes], y muchas curiosidades, y guele mucho, en especial en refregándolo que se caliente, y entonces levanta una paxa en alto.
Historia Natural del Reino de Guatemala (1722) F. Ximénez

El principal uso que se registra del ámbar chiapaneco durante la época colonial es para la fabricación de rosarios, entre otros objetos.

### Redescubrimiento moderno
El área donde se encuentran las minas es principalmente indígena y agraria, y producen café, mango, frijol, tabaco, maíz, chile, aves de corral y ganado principalmente. El comercio de ámbar nunca se perdió del todo, pero sí estaba muy olvidado y su compraventa era principalmente local. En 1922, el arqueólogo danés Frans Blom, afincado en San Cristóbal de las Casas, viajó a Simojovel y escribió:

[…] los indios recogen el ámbar en las montañas cercanas y lo traen al pueblo a vender. Los artesanos locales usan este ámbar para hacer cruces chicas, manos, lágrimas y otras formas que utilizan en la región como amuletos para proteger a los infantes contra “el mal de ojo”
F. Blom, 1922

Blom fue el primer arqueólogo moderno en investigar el ámbar chiapaneco desde un punto de vista paleontológico.:39 Junto con su mujer, Gertrude Duby Blom, estudió la importancia de esta piedra en la época prehispánica y localizó nuevos yacimientos. En 1952, dos investigadores de la Universidad de California-Berkeley, Paul Hurd y Ray Smith realizaron un viaje a Chiapas para determinar el alcance e importancia del ámbar, poniéndose en contacto con los Blom. Las investigaciones conjuntas de Blom, Hurd y Smith (y más tarde se unió el geólogo G. Licari) fueron clave para el conocimiento de los estratos ambaríferos de la región, habiendo analizado más de mil piezas. Las incrustaciones fosilizadas incluían arácnidos, insectos, miriápodos, reptiles, agua, aire, polen y restos vegetales. Los estudios sugieren que los actuales ámbares se originaron en un ambiente marino o estuarino con una flora formada principalmente de manglares.:42
En 1965, los investigadores Langenheim y Beck determinaron mediante espectroscopía la fuente botánica original, una especie del género Hymenaea muy similar a la actual Hymenaea courbaril.:43
El primer registro moderno sobre el ámbar de Chiapas fue realizado por George F. Kunz, geólogo y gemólogo. 
En su obra El Estado de Chiapas. Geografía y Estadística (1985) Ramón Rabasa, el varias veces gobernador de Chiapas entre 1905 y 1911, menciona, al hablar de Simojovel de Allende, que «en sus inmediaciones hay varios yacimientos de ámbar succino de diversos colores, que no han sido explotados». En 1905, el geólogo alemán Emil Böse publicó una «Reseña acerca de la geología de Chiapas y Tabasco» en el Boletín de Instituto Geológico de México, y en 1994, se funda la Sociedad Cooperativa Mineros del Ámbar de Simojovel.

## Características
Del ámbar de Chiapas podemos encontrar hasta 30 tonalidades diferentes, según la norma NOM-152-SCFI-2003, la clasificación por colores queda así:
- Ámbar claro, casi transparente
- Ámbar amarillo Verdoso translúcido
- Ámbar amarillo claro rojizo transparente
- Ámbar rojo claro transparente
- Ámbar rojo rubí translúcido
- Ámbar rojo oscuro que luce casi negro
- Ámbar tono pardo translúcido
- Ámbar tono pardo muy claro translúcido
- Ámbar café
- Ámbar lechoso
- Ámbar verde

En su obra Geografía de Chiapas (1943), Á. M. Corzo establece una distinción de color entre los yacimientos del área de Simojovel y los del área de Totolopa: los primeros «presentan una tonalidad amarilla clara, tirando a verde Nilo, mientras que los de Totolapa, son de color café oscuro»

### Cómo identificar ámbar
El geógrafo alemán Karl Helbig observó en un viaje que hizo a Chiapas (publicado en 1974) que «la mayoría de las piezas, inclusive las ofrecidas en el mercado de San Cristóbal, son imitaciones de plástico».:39 También son comunes las imitaciones de cristal anaranjado. No existe un estudio exacto acerca de cuán es el porcentaje de timos y engaños en el comercio de ámbar, aunque probablemente entre 6 y 7 de cada 10 piezas que se venden, son en realidad plástico. Por ello, es esencial saber cómo identificar ámbar. Existen diferentes métodos:
1. Pruebas sensibles: son las que se realizan directamente con los sentidos. Al tacto, la piedra se siente tibia; si se siente fría es vidrio. Debe tener un ligero lustre ceroso. Al olfato, la piedra calentada desprende una débil fragancia a pino o copal. El olor a químico, a quemado o a plástico indica un ámbar falso. Al gusto, (después de lavar bien la pieza) no debería tener un sabor apreciable.[13]
2. Prueba de flotación: una forma no-invasiva es poner el ámbar en un vaso con agua salada (1⁄3 sal, 2⁄3 agua).[13] El ámbar debe flotar.
3. Prueba electroestática: otra forma no-invasiva consiste en frotar enérgicamente la gema contra una tela de lana, fieltro o seda. El ámbar es capaz de acumular carga electrostática, por lo que al acercarlo al cabello, al polvo o a trocitos de papel, debe atraerlos como un imán.
4. Prueba del fuego: el ámbar es una piedra inflamable, es decir, si se prende, arde. Cuando esto ocurre, despide un olor aromático similar al incienso. Este es un método «invasivo» porque daña el ámbar.
5. Prueba del rayado: otra prueba invasiva consiste en rayar el ámbar. El ámbar tiene una dureza en la escala de Mohs entre 2 y 3,[13] esto significa que no puede ser rayado con la uña. Sin embargo, al rasparse con una aguja afilada, deben formarse fragmentos astillosos minúsculos.

Es un error común valorar la autenticidad del ámbar según su color o apariencia visual, puesto que existe un rango de hasta 350 tonos diferentes.

## Extracción
La extracción se da en los meses de sequía, de enero a mayo, para compensar la falta de actividad agrícola (se alterna con el trabajo del campo durante los meses de lluvia). Además, en época lluviosa los derrumbes dentro de las cuevas son más comunes. Las cuevas son pequeños túneles de tiro sin apuntalar. Existen cerca de 450-500 en toda la región. Se desconoce el número preciso pues muchas son informales. Se encuentran principalmente en las laderas escarpadas de esta área montañosa y completamente abiertas. Los mineros penetran hacia las estrechas galerías en cuclillas o tumbados y con martillo y cincel de acero extraen el pauch, que en tzotzil significa «ámbar».
La roca de la mina es blanda y fracturada, lo que ocasiona derrumbes frecuentes. La situación laboral de los mineros (que en realidad son granjeros de la zona) es extremadamente precaria. Generalmente extraen de 2 a 3 kg mensuales.

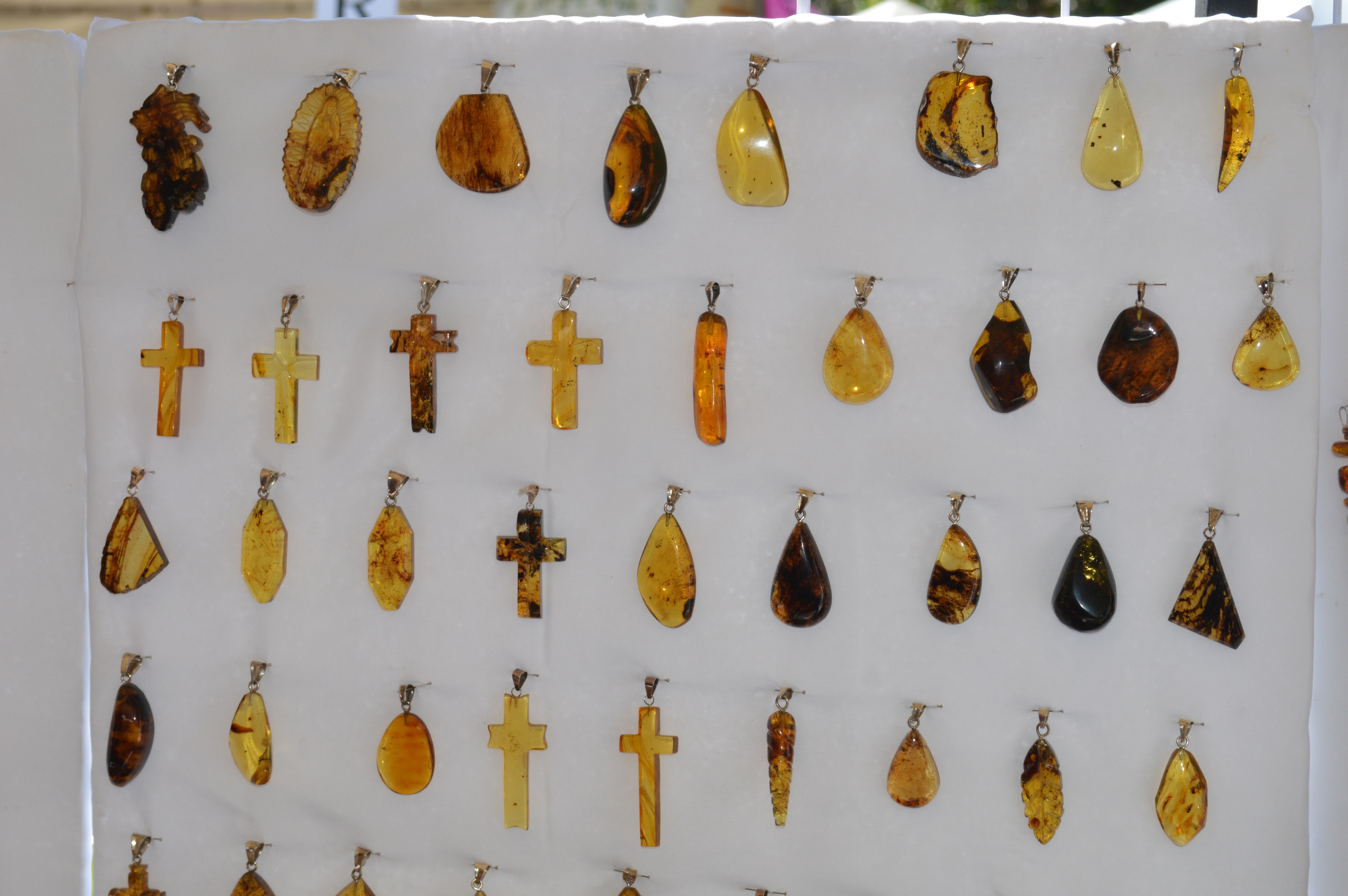
Pendientes tallados de ámbar de Chiapas, expuestos en la Feria de los Maestros del Arte de Chapala, Jalisco (2015)

## Talla
Las gemas brutas se sumergen en agua primero para que se reblandezcan y sean más fáciles de tratar. Las piedras se tallan por medio de escofinas y limas. Luego se pulen con lijas para sacarles el brillo. Generalmente se pasa primero por una lija gruesa, luego una lija de grano medio y finalmente una lija fina, preferentemente sumergida en agua para dañar lo más mínimo la pieza. Finalmente se les da el acabado final frotándose con abrasivos comerciales en pasta, siendo popular la marca Brasso. 
En las últimas décadas se ha modernizado el proceso de tallado en muchos talleres chiapanecos que ahora usan máquinas de joyería especializadas para pulir de piedras preciosas. Durante todo el proceso se deben llevar a cabo las medidas de seguridad apropiadas, que incluyen el uso de anteojos, cubrebocas, guantes, etc.

## Registro Fósil

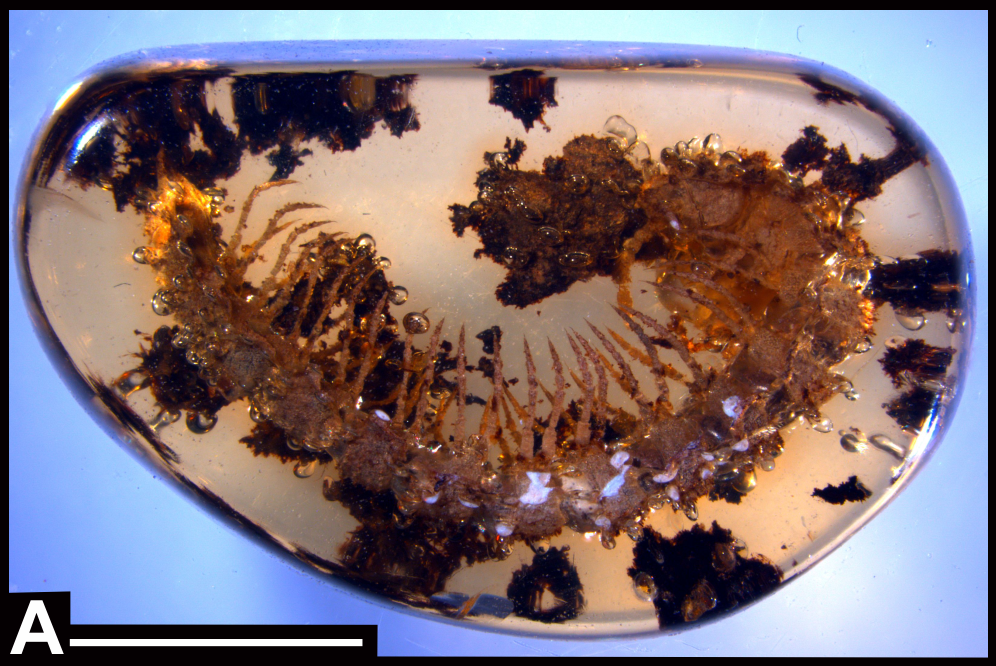
Ciempiés del género extinto Anbarrhacus, único espécimen encontrado (holotipo).

El ámbar de Chiapas es una resina vegetal fósil cuya fuente botánica es una especie extinta de leguminosa del género Hymenaea (sensu Langenheim 1966), la cual formaba parte de una cobertura vegetal dominante en zonas subtropicales y tropicales del Mioceno en América. El ámbar de Chiapas tiene huellas químicas en común con las resinas vegetales actuales de las especies H. courbaril e H. verrucosa. Los afloramientos de ámbar están expuestos en las localidades de Simojovel, Totolapa, y Estrella de Belén en los Altos de Chiapas, entre otros, los cuales pertenecen a las formaciones Mazantic y Balumtum que datan del Mioceno (∼23-15 Ma.).
Los depósitos del ámbar de Chiapas forman parte de una lagerstätte de conservación del Mioceno cuya característica más notable es la preservación excepcional de plantas, animales y microorganismos. El ambiente sedimentario en los depósitos de ámbar está asociado a un ambiente transicional de llanura costera parecido a un ambiente actual de manglar. La biodiversidad de artrópodos terrestres que se encuentra en el ámbar de Chiapas comprende cerca de 176 familias descritas en diferentes grupos taxonómicos, incluyendo Crustacea, Myriapoda, Arachnida, e Insecta. Los fósiles se cuentan por cientos e incluyen especies de anfípodos, isópodos coleópteros, ostrácodos, plecópteros y tanaidáceos entre otros. Algunas de las especies de artrópodos terrestres identificados en el ámbar chiapaneco son:
Crustáceos
- Discapseudes (Miodiscapseudes) chiapanensis Heard n. subgen., n. sp.[21]
- Pseudopancolus minutus Heart[21]
- Ctenocheles sp.[22]
- Larvas de Cryptoniscus, Bopyridae y Cryptoniscidae (Epicaridea)[23]
- Neocallichirus aetodes Schweitzer et al., 2006[22]
- Petrochirus sp.[22]
- Hepatella amazonica Beurlen, 1958[22]
- Iliacantha panamica Collins and Todd, 2005[22]
- Palaeopinnixa perornata Collins and Morris, 1976[22]
- Portunus atecuicitlis Vega et al., 1999[22]
- Necronectes sp.[22]
- Familia Philosciidae; Aquitanoscia chiapasensis sp. nov.[10]

Arácnidos
- Galianora marcoi sp. nov.[24]
- Maevia eureka sp. nov., Riquelme et Menéndez[25]
- Tityus apozonalli, un único ejemplar de escorpión
- Tityus knodeli

Insectos
- Neomachilellus (Praeneomachilellus) ezetaelenensis sp. nov. (Archaeognatha: Meinertellidae)[19]
- Supella miocenica sp. nov.[26]
- Hyptia deansi sp. nov.[27]
- Familia Formicidae; géneros Forelius Emery, 1888 Azteca Forel, 1878 Tapinoma Foerster, 1850 Camponotus Mayr, 1861[28]
- Dicromantispa electromexicana sp. nov.[29]
- Litaneutria pilosuspedes [30]

## Tráfico de ámbar
El valor del ámbar de Chiapas en los mercados no ha dejado de aumentar desde que se comenzó a explotar. La denominación de origen en 2003 le confirió un valor agregado al producto, puesto que sólo 16 productos mexicanos gozan de esta protección. A partir de 2012 su demanda aumentó significativamente y como resultado, se está dando una sobreexplotación de las minas, apodada la «fiebre del ámbar».

### Falta de regulación gubernamental
En 2017, el diputado Diego Valera Fuentes (PRD) hizo pública la iniciativa con proyecto de decreto para la Ley Minera, en el que pedía incluir al ámbar y por lo tanto amparar a los mineros de Chiapas. El ámbar, al no ser piedra, sino resina, no se encuentra regulada por esta ley. Puso en evidencia que el Gobierno «no tiene un control exacto de cuánto ámbar queda en los yacimientos naturales que se tienen en Chiapas y para cuántos años de extracción y venta».

### Deficiencia en las medidas de seguridad
En el 17 de marzo de 2006, una mina de ámbar en Chapayal se derrumbó, matando a dos mineros tzeltales e hiriendo a otro. Los corresponsales denunciaron que los mineros «excavan sin protección alguna, como lo hacen miles de campesinos en esta zona», haciendo jornadas diarias de 10 h. En septiembre de 2015, dos mineros jóvenes del ejido de Santa Anita murieron aplastados por un alud de piedras y arena en las minas de Montecristo. En abril de 2020, otros dos mineros de Simojovel morían aplastados por un derrumbe en las minas de ámbar del ejido Carmito.

### Trabajo infantil
El 18 de mayo de 2015, el periodista J. Brandoli denunciaba en el periódico español El Mundo la existencia de menores en las minas de ámbar:

[Entrevista a Elías, minero, y Claudia, antropóloga que estudió el caso de Simojovel]
En las minas hay también trabajo infantil, como el que le costó la vida al primo de Elías, de 14 años y estudiante de secundaria: «Había encontrado una pieza de 900 gramos que llevaba en las manos y salía sonriente cuando una piedra le aplastó», nos relata su familiar. «Hay niños que con siete años ya trabajan en la mina en sus vacaciones. Yo empecé con nueve años», dice. «Los niños hacen trabajos menos duros generalmente y son de familias muy desestructuradas. Las mujeres sólo trabajan en las minas cuando no consiguen casarse», puntualiza Claudia.
Javier Brandoli (2015)

A partir de 2010 el mercado chino comenzó a poner interés en el ámbar chiapaneco, apareciendo cada vez más a menudo comerciantes provenientes del gigante asiático que venían a hacer negocio con los vendedores locales de Simojovel. Esto hizo subir el precio del ámbar y que más jóvenes se animasen a trabajar en las minas, sin embargo «el problema no lo han generado los chinos, existía ya de antes» apuntó el padre Marcelo Pérez, párroco tsotsil de Simojovel amenazado de muerte por su postura pública contra la corrupción en el mercado del ámbar:

En Simojovel, en las retiradas montañas de Chiapas, hay un cura cuya cabeza tiene precio, un millón de pesos; y políticos acusados de corrupción y colaboración con el tráfico de drogas y armas; y minas en el subsuelo en las que una tropa de pobres se dejan la vida buscando ámbar; y chinos que llegaron para comprarlo y han aumentado mucho su precio; y mineros que usan la cocaína para aguantar más horas en las entrañas de este ahora rentable negocio;
Javier Brandoli (2015)

### Dificultades para acceder a la certificación
Una de las consecuencias que supuso la obtención de la denominación de origen de 2003 fue la «normalización y estandarización» de los procesos y materiales mediante la certificación de los artesanos. Gracias a ello se evitan en parte las imitaciones o la degradación del trabajo. Sin embargo, en el caso del ámbar de Chiapas, los artesanos debían de superar un método de dieciséis pruebas de laboratorio, lo que suponía un total de $ 42 000, lo que era impensable de asumir para los artesanos chiapanecos. En un arreglo de 2018, se acordaron cuatro pruebas de laboratorio: infrarrojo, ultravioleta, disolución con etanol y la dureza del ámbar.

## Lectura complementaria
- Ball, S. H. (1941). «The mining of gems and ornamental stones by American Indians». Bulletin of the Bureau of American Ethnology (en inglés) 128 (13): 1-77. Sobre el ámbar y otras gemas explotadas por los nativos de América.
- Navarrete, Carlos; Lee, Thomas A. (1969). «Apuntes sobre el trabajo del ámbar en Simojovel, Chiapas». Boletín del Instituto Nacional de Antropología e Historia (Ciudad de México: INAH) (35): 13-19.

### Documentales
- «Creación y Oficio - Descubriendo el ámbar» (video). YouTube. Canal Once. 4 de febrero de 2015. Consultado el 20 de enero de 2021. (24 min.)

- Datos: Q25323811
- Multimedia: Mexican amber / Q25323811